# Liste der Stadtoberhäupter von Eppingen
Die Liste der Stadtoberhäupter von Eppingen gibt einen Überblick über die Schultheißen, Bürgermeister und Oberbürgermeister der Stadt Eppingen vom 14. Jahrhundert bis heute.
An der Spitze der Stadt Eppingen stand zunächst der Schultheiß, der vom Landesherrn eingesetzt wurde. Daneben gab es einen von den Bürgern gewählten Bürgermeister. Ferner gab es einen Rat, der im 18. Jahrhundert aus einem Stadt- und einem Anwaltschultheißen sowie sechs Ratsverwandten und einem Stadtschreiber bestand. Im 19. und 20. Jahrhundert leitete der Bürgermeister die Stadtverwaltung. Seit der Erhebung zur Großen Kreisstadt zum 1. Januar 2002 trägt das Stadtoberhaupt die Amtsbezeichnung Oberbürgermeister. Ihm steht ein Beigeordneter mit der Amtsbezeichnung Bürgermeister zur Seite.

## Schultheißen

### Beschreibung des Amts
Schultheißen standen an der Spitze der kurpfälzischen Gemeinden und Städte als Vertreter des Landesherrschaft. Der Schultheiß verkündete die landesherrlichen Verordnungen und überwachte deren Durchführungen. In Eppingen führt der Schultheiß die Aufsicht über die zwei Bürgermeister, den Stadtschreiber, den Büttel und alle weiteren städtischen Amtsinhaber. Der Schultheiß hatte den Vorsitz im Stadtgericht und war zugleich Kollektor, das heißt, er hatte die Einkünfte der Geistlichen Güteradministration einzuziehen. Vor dem Dreißigjährigen Krieg (1618–1648) musste er mit seinem Kriegspferd für den Amtsschultheißen in Bretten Dienste ausführen, zum Beispiel die Beitreibung herrschaftlicher Abgaben. Das Schultheißenamt in Eppingen bestand bis zum 23. Oktober 1803, denn zu diesem Zeitpunkt wurde die Kurpfalz aufgehoben und die Stadt Eppingen kam an die Markgrafschaft Baden. Die Tätigkeiten wurden vom Stabsamt Eppingen übernommen, das 1813 zum Bezirksamt Eppingen wurde.
Sehr oft stammte der Eppinger Schultheiß von auswärts. Er bekam als Besoldung einen freien Wohnsitz, Korn, Bekleidung und eine der Zeit angemessene Summe Geldes.

### Liste
Quelle: Die Liste der Schultheißen und Bürgermeister samt Erläuterungen folgt, wenn nicht anders angegeben, dem Aufsatz von Franz Gehrig (s. Literatur), der sie hauptsächlich nach den Kopialbüchern des Karlsruher Generallandesarchivs und den Kurpfälzischen Dienerbüchern in der Zeitschrift für die Geschichte des Oberrheins (ZGO NF 55) zusammenstellte.
| Amtszeit       | Schultheiß                   | Bemerkungen |
| -------------- | ---------------------------- | --- |
| 1316           | Hartlieb                     | Hartlieb wird 1316 als Schultheiß zu Eppingen genannt, als der Schwiegersohn des Heinrich Herterich von Bruchsal für ihn bürgt. |
| 1334           | Heinrich Norsch              | Norsch wird als Schultheiß bei der Stiftung der Frühmesse genannt. |
| 1365           | Cuntz von Nypperg (Neipperg) | |
| 1408           | Henricus genannt Norsche     | Norsche erhielt das Amt des Schultheißen vom Dechant und Kapitel des Domstiftes Speyer. |
| 1414           | Hans Junge                   | |
| 1418           | Wilhelm Rücker               | |
| 1473           | Hans Flade                   | |
| 1512           | Michell Storr                | |
| 1513           | Fritz Becker                 | |
| 1525           | Peter Erbermann              | Peter Erbermann wird als Schultheiß erwähnt, als dieser am 25. Mai 1525 den Bauern das Stadttor zu Eppingen öffnet. Er war bis 1556 Pfarrer in Eppingen, später in Heidelsheim und Vater von Hans Erbermann, der 1605 Schultheiß wurde. |
| 1525           | Christof Wegwart             | Christof Wegwart war Schultheiß zu Eppingen und verfasste zusammen mit Hartmann Hartmanni und Melchior Marckart ein Fürschreiben für Gutman Albrecht. Darin wurde der Heilbronner Rat um Erlaubnis gebeten, Gutman zu seinen Verwandten nach Heilbronn zurückkehren zu lassen: „Gutman Albrecht, Tuchscherer, bittet den Rat, ihn wieder zu dem Seinen kommen zu lassen oder, wenn das nicht sein könne, ihn sich verantworten zu lassen-1525 Juli 18 St.A. Schwäbischer Bund Hlbr. 97 Or. - Ein Fürschreiben des [Heidelberger] Doktors der Rechte Hartmann Hartmanni, Christof Wegwarts, Schultheissen zu Eppingen, Melchior Marckarts, Stadtschreibers dort, und anderer Eppinger und Heilbronner Verwandten Gutmanns an den Rat hatte keinen Erfolg“ |
| 1530+1540+1544 | Wolf Becker genannt Daub     | Die Ernennungsurkunde des Wolf Becker lautet wie folgt: „Wir Ludwig (Pfalzgraf und Kurfürst) bekennen, dass wir unsern lieben getreuen Wolff Beckern genannt Daub zu unserm Schultheißen und reissigen knecht gein Eppingen und mit einem reissigen pferdt von hauß us zu allem und jeglichem unseren gescheften geprauchen werden und sonderlich im Amt Brethen, so lang er unser schultheiß zu Eppingen ist, off unser jeder zeit daselbs habend faut und schultheiß (Amtsschultheiß zu Bretten) zu gewarten, und zu diesem biß uff widerruf uffnehmen, auch daselb schultheißenamt getreulich, nach seinem besten vermogen außzurichten bevohlen haben. Thun das hiernit in krafft diß brieffs, also daß er ein gemeiner schultheiß, richter und teydinger (Sachwalter, Beurkunder) sei geen den armen als dem reichen, frembden als heimbschen (Einheimischen) und einem jeden zu recht und billigkeit behilflich sein, auch darinnen keinen sonder vorteil suche weder umb gunst, haß, schenck (Geschenke) oder icht anderes thun, so das recht verhindern macht; er soll auch kein geschenk nemen oder seinetwegen nemen lassen von sachen wegen, die sich vor einem schultheißen zu handeln geburen ußerhalb eine hune (Huhn). ein gans oder ein maß weins, die mag er nemen, ob ihm ungeverlich geschenkt werden, und nit darüber. Darzu soll er unser oberherrlichkeit, soviel einem schultheißen zustet, by alten herkhomen, rechten und gewohnheiten treulich handhaben nach seinem besten vermögen, und wo er icht (etwas) zu thun nit vermocht, soll er daselb jeder zeit an unsern faut zu Bretheim bringen, ihm darinne beholfen zu sein, wo aber das nit verfingen, an Uns gelangen lassen, und umb solchen seinen dienst sollen wir ihm jedes jars, heut dato angefangen, reichen lassen durch unsern schultheißen zu Bretten zweintzig gulden, sechs malter korns, funfundzweintzig malter harbens und von hoff ein sommercleidt, wie wir ander seins gleichen kleiden. Uns so er uff unser erfordern (Befehl) und zu dinst khommen wurdt, soll er von Uns haben futter und male, wie ander seins gleichen gehalten werden. Er soll auch zu Eppingen ein freyen sietz haben in maßen, wie andere schultheißen vor ihm des endts gehapt. Desgleichen sollen ihm auch die kleinen frevell das erst jar bis uff widerrufen werden und gevolgen, die er doch unterschiedlichen uffzeichnen soll. Wir sollen ihm auch für redlichen reissigen schaden steen und wo er den in unserm dienst nehme, bekeren (entschädigen) nach unsers hof geprauch; als wir uns dessen aber mit ihme nit vereinen mochten, soll das zuerkenntnis unser hofmeisters, marschlks oder hauptmanns, under dem er solchen schaden empfangen het, gestelt werden und dabey bleiben. Heruf hat er uns gelobt und einen eidt zu gott geschworen, Uns getreu und holt zu sein, Unserm schaden zu warnen und treulich zu dienen, wie ihme zustet. Zu urkunt versiegelt mit unserm zu ruck uffdetrucktem Secret, Datum Germersheim uff den tag anno funfzehen hundert dreißig“ |
| 1552           | Heinrich Rudlanth            | |
| 1560           | Sebastian Gerner der Ältere  | Nach dem Ahnenblatt der Nobilitation von Abraham Gerner von Lilienstein durch Kaiser Ferdinant d. III. von 1640 ist um 1530 ein Sebastian Gerner als "Burgermeyster zue Eppingen" genannt, sein Vater "Sebastian Gerner von Heydelßheym des Innern Rats zue Eppingen" wird erwähnt, ein Sohn folgt ihm ins Amt um 1590. |
| 1571/1586      | Leonhard Ritter              | |
| 1589           | Peter Manum                  | |
| 1590           | Sebastian Gerner der Jüngere | Sein Cousin Sebastian Gerner wird um 1590 als "des Innern Rats zue Eppingen" genannt |
| 1595           | Hans Benedikt Nothaft        | |
| 1603           | Jörg Höler                   | |
| 1605           | Hans Erbermann               | Sohn des Peter Erbermann, der am 25. Mai 1525 als Schultheiß erwähnt wurde. Hans war als Amtsknecht im Jahre 1572 im Amt Bretten tätig und ab 1585 war er als Amtskeller auf dem Dilsberg beschäftigt. Erbermann wird am 25. April 1605 als „Schultheiß mit einem rießigen Pferdt von Haus aus“ ernannt. |
| 1629           | Peter Neß                    | |
| 1630           | Heinrich Filtz               | |
| 1638           | Bernhard Lumpert             | Lumpert wird 1638 als Schultheiß in Eppingen genannt, als für ihn acht Malter Korn und 25 Malter Hafer in Rechnung gestellt werden. Ebenso wird er für das Jahr 1642 als Schultheiß erwähnt. Zugleich bekleidete er das Amt des Kollektors. Am 12. Januar 1649 ließ er seinen Sohn „Philipp Bernhard“ taufen. Die Familie Lumpert blieb in Eppingen von Bedeutung. So wurde Johann Jakob Lumpert von 1653 bis 1665 Schultheiß und dessen gleichnamiger Sohn 1673. |
| 1649           | Georg Ziegler                | Ziegler hatte an der Universität studiert und trug einen Magister-Titel. 1642 arbeitete er als Anwalt. Ziegler wurde am 10. Oktober 1649 zum Schultheiß ernannt. Er bekleidete jedoch nicht mehr dieses Amt, als er am 28. Mai 1655 als Kollektor verstarb. |
| 1653–1665      | Johann Jakob Lumpert         | Lumpert war Schultheiß und wurde am 2. Juni 1653 auch zum Kollektor ernannt. Nach seiner Amtszeit in der Schultheißerei zu Eppingen, war er in den Jahren 1665 bis 1667 Amtskeller in Hilsbach. Er war Vater des gleichnamigen J. J. Lumpert, der 1673 zum Schultheiß ernannt und im selben Jahr erstochen wurde. |
| 1666–1667      | Johannes Baptista Paravicini | Paravicini wurde am 6. Mai 1632 in Basel als Sohn des gleichnamigen J.B. Paravicini geboren, der Amtskeller in Hilsbach war und 1665 verstarb. Paravicini junior bekleidete neben seinem Amt als Schultheiß in Eppingen auch das Amt des Kollektors, zog aber am 28. August 1667 von Eppingen weg. In Mannheim war er im Jahre 1671 als Magazinverwalter tätig. († 7. Januar 1691 in Eppingen, 26. Juni 1659 Schultheiß, Zoller und Landkapitän zu Heidelsheim, Schultheiß in Bretten und Amtsverweser in Eppingen/Brettener Jahrbuch für Kultur und Geschichte 1964/65, S. 33) |
| 1667–1673      | Wilhelm Adam Reyger          | Reyger bekleidete neben seinem Amt in der Schultheißerei auch das Amt des Kollektors. Er wurde am 4. April 1673 abgezogen. In den Jahren von 1671 bis 1677 bekleidete er auch das Amt in der Kellerei als Amtskeller zu Hilsbach. |
| 1673           | Johann Jakob Lumpert         | Dieser wurde als Sohn des gleichnamigen Lumpert (1653–1665) geboren. Er war in den Jahren 1667 und 1672 als Amtskeller in Boxberg und als Zollschreiber in Biberach tätig. Danach arbeitete er in Eppingen auch als Kollektor. Er wurde am 22. Februar 1673 zum Schultheißen ernannt. Lumpert beschuldigte den Stadtschreiber Joh. Jörg Dieffenbacher des Ehebruchs, worauf der Beschuldigte den Schultheiß am 29. Oktober 1673 erstach. |
| 1674–1678      | Johann Wilhelm Welcker       | In den Jahren 1632 bis 1649 wird ein Johannes Welcker als Stadtschreiber in Sinsheim genannt. Dieser war später in Eppingen auch als Kollektor tätig. Er verstarb am 12. September 1678. |
| 1678–1683      | Abraham Dauphin              | Dauphin bekleidete neben seinem Amt als Schultheiß in Eppingen auch das Amt des Kollektors in derselben Stadt. Am 19. April 1683 war er in der Kellerei in Hilsbach als Amtskeller tätig. |
| 1683–1690      | Georg Adam Heckel            | Heckel war in den Jahren 1667 bis 1669 Amtskeller in Neckarelz, dann bekleidete er 1677 das gleiche Amt in Lohrbach. 1683 wurde er zum Schultheiß in Eppingen ernannt und hatte dieses Amt sieben Jahre inne. 1695 war er als Raugräflicher Amtsmann in Streichenberg tätig. Später 1702, war er Kollektor in Minnenberg, bevor er 1705 in Neckarelz verstarb. |
| 1691           | Johann Heinrich Petterkofer  | Am 24. Februar 1691 wird als Taufpate der Schultheiß Petterkofer in Eppingen erwähnt. Da Krieg war, sind nur wenige Akten über diese Zeit in Eppingen vorhanden. Die Stelle in der Schultheißerei war auch für einige Zeit nicht besetzt. |
| 1694–1708      | Johann Jakob Weigand         | Weigand war verwandt mit dem Stadtschultheiß von Bad Wimpfen Nikolaus Weigand und gehörte zu einem lutherischen Geschlecht, das noch 200 Jahre lang in Eppingen von Bedeutung blieb. Er war acht Jahre lang als Schultheiß in Hilspach und als „Keller“ in Streichenberg tätig. Als er die Witwe des Ochsenwirts Gugenmus heiratete, wurde er 1689 als der „Herr Hauptmann und Ochsenwirt“ in Eppingen bekannt. Am 7. Oktober 1694 bewarb er sich beim Kurfürst „umb die nun etliche Jahr vacant stehende Schultheißerei Eppingen“, worauf am 3. November 1694 zum Schultheiß ernannt wurde und er dieses Amt bis zu seinem Tod am 23. Juni 1708 innehatte. |
| 1708–1714      | Johann Adolf Gedult          | Er diente als Lieutenant unter dem Hahnischen Regiment und wurde am 4. Juli 1708 zum Schultheiß von Eppingen ernannt. Im Rahmen seiner Tätigkeit als Schultheiß hat er „gern getrunken“ und hat es oft versäumt zu den Zusammenkünften der Amtsorte zu erscheinen und dort das gewünschte „Frevelregister“ auszuhändigen. |
| 1714–1732      | Johann Vogt                  | Vogt war Lieutenant und diente unter dem oberrheinischen Kreis Nassau-Weilburgischen Regiment zu Pferd. Er wurde am 12. September 1713 dem Schultheiß Johann Adolf Gedult als Adjunkt (Gehilfe) zugeteilt. Zuvor hatte sich Vogt um diese Stelle beworben und gab bei seiner Bewerbung an „Esquadron-Lieutenant mit Wohnung und Gütern in Eppingen zu ehrlichem Auskommen versorgt“ zu sein. Am 4. Februar 1714 trat Gedult das Amt des Schultheißen an Johann Vogt ab, weil Gedult wegen seiner „Inkapacität nicht mehr bei March und Remarchen zu gebrauchen“ war. Gedult behielt jedoch seine Besoldung und Vogt erhielt lediglich die „Akzidentien“ und das Futter für das Pferd. Aufgrund seiner 22-jährigen Dienstes als Lieutenant unter dem oberrheinischen Kreis Nassau-Weilburgischen Regiment bewarb er sich am 7. September 1716 als Stadthauptmann der Stadt Eppingen. Ihm wurde am 21. November 1732 als Adjunkt (Gehilfe) sein Schwiegersohn Johann Friedrich Reibelt zugeteilt. |
| 1733–1748      | Johann Friedrich Reibelt     | Er war katholisch und wurde als Sohn eines Hofkammerrats geboren. Reibelt wurde Kanzlist bei der kurfürstlichen Hofkammer und trug im Jahre 1742 den Titel eines Hofkammerrats. Bereits ein Jahr später wurde ihm im Rahmen seiner Tätigkeit empfohlen, sich gegenüber seinen Untertanen besser zu betragen. Er war der Schwiegersohn des Schultheiß Johann Vogt und war selbst bis zum 26. April 1748 Schultheiß von Eppingen. Überliefert ist ein Schreiben des Reibelt an den Kurfürsten. Darin bittet er diesen um Unterstützung für sein Anliegen einen Bauplatz für sein „Herrschaftshaus“ von der Stadt zu erhalten. Sein Herrschaftshaus umfasste auch „Feldgüter und sonstigem Commercio (Handel)“, wofür er Pächter, Knechte und Taglöhner hatte : „Da in Eppingen kein Herrschaftshaus sich befindet, worin ein Stadtschultheiß wohnen könnte, und da in der Stadt kein Haus ist, worin man mit Reputation wohnen könnte, sondern lauter alte dem Einfall drohende Häuser stehen, und weil ich wegen meiner Feldgüter und sonstigem Commercio ein Haus bauen muss, habe ich mich entschlossen, ein neues Haus auf einem Platz der Stadt zu bauen und diesen von der Stadt zu kaufen. Das Stadtgericht hat mich deswegen an das Oberamt Bretten verwiesen. Bitte um einen Werkverständigen, der den Platz in Augenschein nehme.“ |
| 1748–1750      | Johann Matthias Momm         | Momm war katholisch und als Stadtrentmeister in Weinheim tätig. Er wurde am 3. Mai 1748 zum Schultheißen in Eppingen ernannt. Unter seinem Amt wurde zuletzt die Justiz- und Güterordnung von den Gerichtsmitgliedern stark vernachlässigt, wodurch das städtische „Ökonomiewesen“ ruiniert wurde. Der Schultheiß wurde am 27. Oktober 1750 beigesetzt. |
| 1750–1777      | Lorenz Guggenmus             | Er wurde als Sohn des Johann Stephan Gugenmus, Kollektor geboren und immatrikulierte sich am 17. April 1736 an der Universität Heidelberg. Er war als Kollektor reformierter Religion tätig und behielt diese Tätigkeit auch nach seiner Ernennung zum Schultheißen bei. Er trat jedoch das Amt als Kollektor im Jahre 1770 an seinen ledigen Bruder Conrad Guggenmus ab. Alle drei Konfessionen in Eppingen hatten sich für seine Ernennung zum Schultheißen eingesetzt, weil sie sich von Guggenmus eine Sanierung des städtischen „zerütteten Ökonomiewesens“ erhofften. |
| 1778–1798      | Konrad Erckenbrecht          | |
| 1798–1803      | Philipp Reinecker            | Reinecker war seit dem 17. März 1796 als Verwalter der Stadtschultheißerei tätig und verlor durch einen Krieg seinen in Hasloch befindlich Besitz als „Faut“. Er war auch zuerst in Eppingen als Hofgerichtsrat tätig, wofür er sehr gelobt wurde. Im Rahmen seiner Tätigkeit beklagte sich Reinecker über die „Gehässigkeit der Gerichtsverwandten“ und über die viele Arbeit mit Konkursen. Nebenbei erhielt er eine Besoldung als Kollektor, obwohl Lorenz Erckenbrecht Verwalter der Kollektur war. Erckenbrecht erhielt aber bereits eine Besoldung als Rechnungs-Registrator. Als Reinecker am 23. Oktober 1803 pensioniert wurde, war er der letzte Schultheiß in Eppingen. Reinecker verbrachte seinen Lebensabend in Ladenburg und verdiente sich neben seiner Pension ein Zubrot beim Ortsadel in Ilvesheim im Jahre 1811. Er erhielt bis zum 1. Mai 1815 von der Stadt Eppingen eine Pension und verstarb am 25. Januar 1820. |

## Bürgermeister und Oberbürgermeister

### Beschreibung des Amts
Die Stelle des Stadtschultheißen wurde 1803 aufgehoben, die meisten seiner Tätigkeiten übernahm das neu eingerichtete Stabsamt Eppingen. Wegen der Einwohnerzahl Eppingens und der großen Zahl zu schlichtender Streitigkeiten befürwortete das Stabsamt am 2. September 1807 die Anstellung eines Oberbürgermeisters für Eppingen, was ein Constitutions-Edikt vom 14. Juli 1807 neu ermöglichte. 1808 erhielt Eppingen den ersten Oberbürgermeister. Aufgrund der Badischen Gemeindeordnung änderte sich die Amtsbezeichnung 1831 zu Bürgermeister. Seit der Ernennung Eppingens zur Großen Kreisstadt zum 1. Januar 2002 ist die Amtsbezeichnung wieder Oberbürgermeister.

### Liste
| Amtszeit  | Name                      | Bemerkung                                          |
| --------- | ------------------------- | -------------------------------------------------- |
| 1808–1813 | Heinrich Jakob Raußmüller | Oberbürgermeister                                  |
| 1813–1816 | Carl Morano               | Oberbürgermeister                                  |
| 1816–1831 | Ludwig Lother             | Oberbürgermeister                                  |
| 1831–1844 | Friedrich Hochstetter     | Bürgermeister                                      |
| 1844–1847 | Johann Ludwig Raußmüller  | Bürgermeister                                      |
| 1847–1859 | Wilhelm Lother            | Bürgermeister                                      |
| 1859–1866 | Gustav Hochstetter        | Bürgermeister                                      |
| 1866–1870 | Ludwig Lother             | Bürgermeister                                      |
| 1870–1878 | Heinrich Raußmüller       | Bürgermeister                                      |
| 1878–1890 | Paul Bentel               | Bürgermeister                                      |
| 1890–1894 | Heinrich Schmelcher       | Bürgermeister                                      |
| 1894–1903 | Philipp Vielhauer         | Bürgermeister                                      |
| 1903–1933 | Albert Wirth              | Bürgermeister                                      |
| 1933–1937 | Karl Doll                 | Bürgermeister                                      |
| 1937–1945 | Karl Zutavern             | Bürgermeister                                      |
| 1945–1948 | Jakob Dörr                | Bürgermeister                                      |
| 1948–1966 | Karl Thomä                | Bürgermeister                                      |
| 1966–1980 | Rüdiger Peuckert          | Bürgermeister                                      |
| 1980–2004 | Erich Pretz               | Bürgermeister, ab 1. Januar 2002 Oberbürgermeister |
| seit 2004 | Klaus Holaschke           | Oberbürgermeister                                  |